# Jiaoxi
Jiaoxi (cinese tradizionale: 礁溪; Wade-Giles: Chiaohsi; POJ: Ta-khoe) è una cittadina rurale situata nella parte settentrionale della Contea di Yilan, a Taiwan. La cittadina è famosa per le sue sorgenti termali, che la rendono una frequentata meta turistica locale. L'economia ed il sostentamento cittadino, quindi, si basano principalmente sul turismo ed il settore terziario.
Jiaoxi è anche la sede dell'Università Foguang, situata nella periferia della città, nella frazione conosciuta come Linmei.

## Infrastrutture e trasporti
Jiaoxi è servita dalla "Linea Yilan" della Taiwan Railway Administration, sebbene il mezzo di trasporto più conveniente da e per Taipei ed Yilan è l'autobus che passa attraverso il traforo della montagna Hsuehshan.